# Бовенсхен, Йенни
Йе́нни Бо́венсхен (нидерл. Jenny Bovenschen) — нидерландская кёрлингистка.
В составе женской сборной Нидерландов участник чемпионата мира 1986 (заняли десятое место) и шести чемпионатов Европы (лучший результат — седьмое место в 1988).
Играла на позициях первого, второго и четвёртого. На нескольких турнирах была скипом команды.

## Команды
| Сезон   | Четвёртый        | Третий          | Второй            | Первый           | Запасной            | Турниры            |
| ------- | ---------------- | --------------- | ----------------- | ---------------- | ------------------- | ------------------ |
| 1984—85 | Лаура ван Имхофф | Gerrie Veening  | Ханнеке Венинг    | Йенни Бовенсхен  |                     | ЧЕ 1984 (12 место) |
| 1985—86 | Лаура ван Имхофф | Gerrie Veening  | Марджори Кверидо  | Йенни Бовенсхен  | тренер: Даррелл Элл | ЧЕ 1985 (11 место) |
| 1985—86 | Лаура ван Имхофф | Элизабет Венинг | Йенни Бовенсхен   | Марджори Кверидо |                     | ЧМ 1986 (10 место) |
| 1986—87 | Лаура ван Имхофф | Gerrie Veening  | Йенни Бовенсхен   | Mirjam Gast      |                     | ЧЕ 1986 (8 место)  |
| 1988—89 | Лаура ван Имхофф | Gerrie Veening  | Йенни Бовенсхен   | Mirjam Gast      |                     | ЧЕ 1988 (7 место)  |
| 1989—90 | Йенни Бовенсхен  | Netty Born      | Kniertje van Kuyk | Teuna Jongert    |                     | ЧЕ 1989 (11 место) |
| 1990—91 | Йенни Бовенсхен  | Netty Born      | Kniertje van Kuyk | Teuna Jongert    | Elke Schütz         | ЧЕ 1990 (12 место) |

(скипы выделены полужирным шрифтом)